# Elytrimitatrix hoegei
Elytrimitatrix hoegei es una especie de escarabajo longicornio del género Elytrimitatrix, familia Cerambycidae, orden Coleoptera. Fue descrita científicamente por Bates en 1885.

## Descripción
Mide 18,1-19 milímetros de longitud.

## Distribución
Se distribuye por Costa Rica, El Salvador, Guatemala, Honduras, México y Nicaragua.